# Táňa Pauhofová

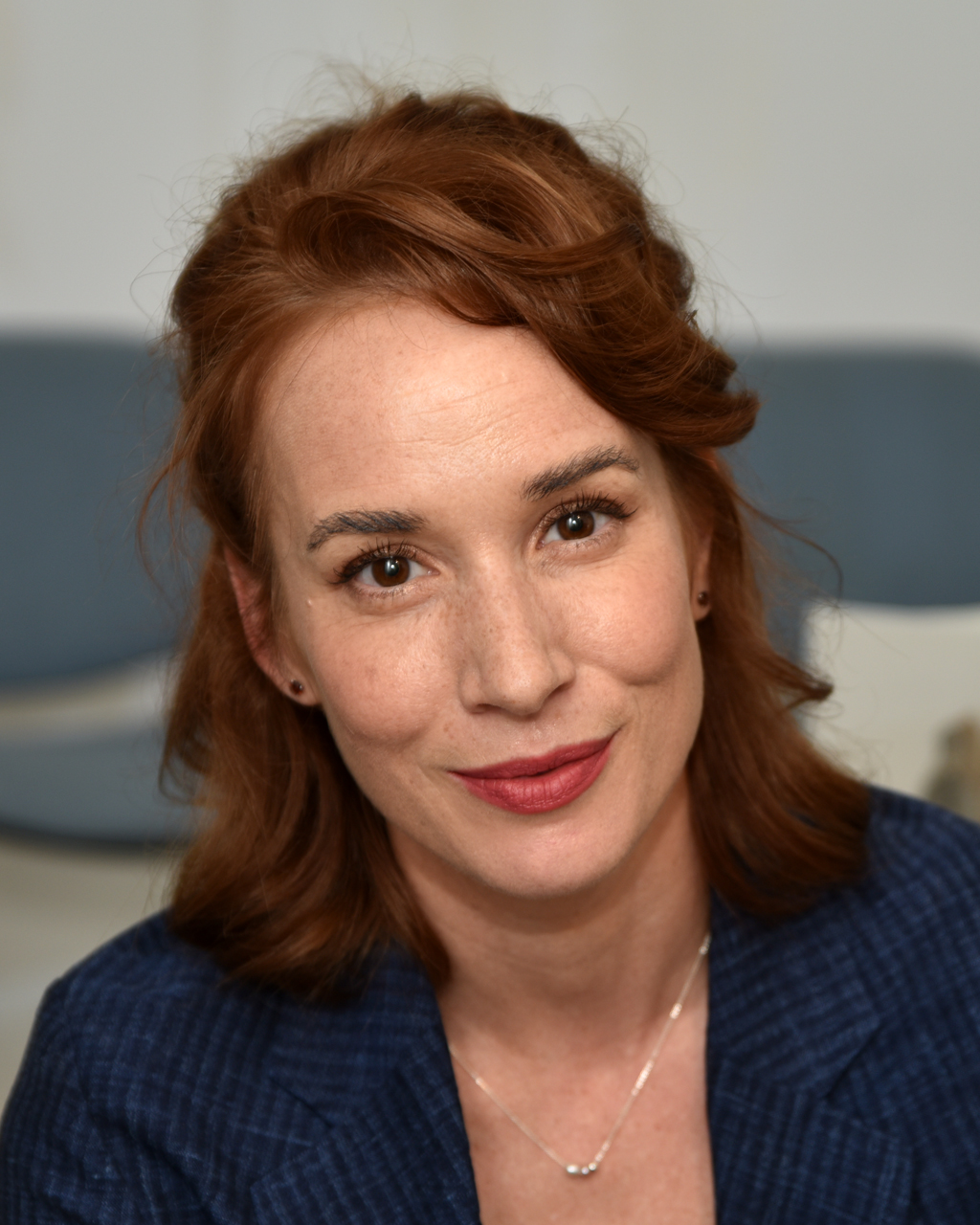
Táňa Pauhofová (2024)

Tatiana „Táňa“ Pauhofová (* 13. August 1983 in Bratislava/ Preßburg, Tschechoslowakei) ist eine slowakische Schauspielerin.

## Leben
Bereits während ihrer Schulzeit arbeitete Táňa (gesprochen „Tanja“) Pauhofová fürs Radio, stand auf der Theaterbühne und spielte kleinere Rollen im Fernsehen. Nach ihrem Abitur studierte sie Schauspiel an der Hochschule für Musische Künste Bratislava (VŠMU) und fand schließlich schnell ein Engagement am Slowakischen Nationaltheater. Anfang der 2000er Jahre war sie in kleineren Rollen in den beiden deutschen Fernsehserien Julia – Eine ungewöhnliche Frau und Vater wider Willen zu sehen, sowie 2005 als Zofe in der deutschen Komödie Siegfried.
Während der Berlinale 2007 wurde sie mit dem Shooting Star ausgezeichnet. Für ihre Darstellung in der 2013 ausgestrahlten Miniserie Burning Bush – Die Helden von Prag erhielt sie eine Nominierung als Beste Hauptdarstellerin zur Verleihung des nationalen Filmpreises Český lev.
Pauhofová ist mit dem slowakischen Unternehmer Martin Vaľovský liiert.

## Filmografie (Auswahl)
- 2000: Julia – Eine ungewöhnliche Frau (Fernsehserie, eine Folge)
- 2002: Vater wider Willen (Fernsehserie, eine Folge)
- 2005: Siegfried
- 2009: Drei Jahreszeiten in der Hölle (3 sezóny v pekle)
- 2009: Outlaw of War (Janosik. Prawdziwa historia)
- 2013: Burning Bush – Die Helden von Prag (Hořící keř)
- 2016: Die Geliebte des Teufels (Lída Baarová)
- 2017: Maria Theresia
- 2019: Die Schläfer (Bez vědomí, Fernsehserie)
- 2020: The Man with Hare Ears
- 2022: Alma und Oskar
- 2024: Vlny

## Auszeichnungen
Český lev
- 2025: Auszeichnung als Beste Nebendarstellerin (Vlny)[3]